# Радіо Київ 98 FM
Київ FM — інформаційно-аналітична радіостанція в Києві, створена 2004 року Київською міською адміністрацією.

## Історія та сьогодення
Комунальне підприємство «Радіостанція „Голос Києва“» було створене на основі рішення Київради від 30.01.2003 N 259/419, воно належить міській громаді. Того ж року Національною радою України з питань телебачення та радіомовлення було видано ліцензію на мовлення у столиці. 29 березня 2004 року «Радіо Київ 98 FM» уперше з'явилося в столичному ефірі.
Поточну назву «Київ FM» медіа отримало 2019 року. Того ж року радіостанція повністю відмовилася від російськомовної музики. А за місяць до початку повномасштабного вторгнення «Київ fm» перейшла на мовлення у форматі новин і думок.

## Опис
Працюючи під гаслом «Київ FM — ми там, де новини», новинна служба надає свіжу інформацію киянам щопівгодини протягом 12 годин щоденно.
Нині радіостанція є платформою для обговорення суспільно-політичних питань. Програми такого спрямування є місцем, де можна висловити свою думку, почути аргументи експертів і долучитися до дискусій. Це не лише новини, але й розбір політичних стратегій, обговорення соціальних ініціатив, інтерв'ю з ключовими ньюзмейкерами.
Аналітичні програми на «Київ FM» пропонують слухачам аналіз розвитку подій — це розкриває глибинні риси та важливі аспекти злободенних ситуацій. Вони є своєрідною лабораторією для вивчення контексту та надають можливість глибше зрозуміти обговорювані теми. Ці програми виходять за межі новинного опису та розкривають сутність питань, пропонують слухачам не лише інформацію, але й різні точки зору на події. Експертні коментарі, аналітичні дослідження та ретроспективи подій допомагають аудиторії зрозуміти глибші механізми сучасного світу.